# Pleurodira
Pleurodira es el segundo subórden de tortugas (el otro es Cryptodira). Si bien en la nomenclatura de los animales, muchas veces este suborden puede no ser considerado importante, no es el caso de los subórdenes de las tortugas. Esta división representa una división evolutiva muy profunda entre dos tipos muy diferentes de tortugas. Las diferencias físicas entre ellos son importantes, y sus implicaciones zoogeográficas son sustanciales. Pleurodira es conocida más comúnmente como tortugas de cuello de serpiente, mientras que Cryptodira son las tortugas de cuello oculto. Las tortugas Pleurodira se limitan al hemisferio sur, en gran parte de Australia, Sudamérica y África. Dentro de Pleurodira, hay tres familias representadas actualmente: Chelidae, también conocidas como las tortugas continentales de Sudamérica austral, y Pelomedusidae y Podocnemididae, de la parte afro-sudamericana.

## Definición y descripción
Las tortugas del suborden Pleurodira se identifican por el método mediante el cual repliegan su cabeza dentro de sus caparazones. En estas tortugas el cuello se dobla en un plano horizontal, introduciendo la cabeza en el espacio existente delante de una de sus dos extremidades anteriores. Una protrusión en la zona frontal del caparazón ayuda a proteger el cuello, que permanece parcialmente expuesto tras la retracción. Este método difiere del empleado por la tortugas del suborden Cryptodira, que esconden su cabeza y cuello entre sus extremidades anteriores, en el interior del propio caparazón.
Los diferentes métodos de doblar el cuello requieren anatomías completamente diferentes de las vértebras cervicales.Todas las tortugas existentes tienen ocho vértebras en su cuello. En las Pleurodira estas vértebras son estrechas y con forma de bobina, permitiendo con esta disposición un alto grado de movimiento lateral, posibilitando al cuello plegarse sobre sí mismo en el plano lateral. Por el contrario, en las Cryptodira, los huesos del cuello son anchos y planos, permitiendo al cuello plegarse en el plano vertical.
Las pleurodiras también difieren con las criptodiras en sus calaveras, así como en la disposición de los huesos del caparazón y de los escudos que lo cubren. Las tortugas pleurodiras tienen 13 escudos en el plastrón de su caparazón, mientras que las criptodiras solo tienen 12. El escudo de más es llamado el intergular y se encuentra en la parte frontal del plastrón, entre los escudos gulares.

## Taxonomía
Se conocen las siguientes familias:
- Araripemydidae (extinta)
- Bothremydidae (extinta)
- Chelidae
- Dortokidae (extinta)
- Euraxemydidae (extinta)
- Pelomedusidae
- Podocnemididae
- Propleuridae (extinta)